# Les Baisers de secours
Pour plus de détails, voir Fiche technique et Distribution.
Les Baisers de secours est un film français réalisé par Philippe Garrel en 1989.

## Synopsis
Mathieu est cinéaste. Il vit avec Jeanne, comédienne, dont il a un petit enfant, Lo. Mathieu prépare un film. Il en a confié le rôle principal à Minouchette, une actrice connue. Jeanne considère que le film est autobiographique, que le rôle que tient Minouchette devrait, naturellement, lui revenir, même si elle comprend que Mathieu le lui ait confié. Les relations entre Jeanne et Mathieu deviennent difficiles.

## Fiche technique
- Titre : Les Baisers de secours
- Réalisation : Philippe Garrel
- Scénario : Marc Cholodenko et Philippe Garrel
- Dialogue : Marc Cholodenko
- Musique : Barney Wilen
- Directeur de la photographie : Jacques Loiseleux
- Montage : Sophie Coussein
- Costumes : Marta Fenollar
- Genre : Film dramatique
- Durée : 90 minutes[1], ou 83 minutes[2]
- Société(s) de distribution : Les Films de l'Atalante
- Pays de production :  France
- Pellicule : noir et blanc
- Date de sortie : 
  - France : 23 août 1989 (première)

## Distribution
- Brigitte Sy : Jeanne
- Philippe Garrel : Mathieu
- Louis Garrel : Lo
- Anémone : Minouchette
- Maurice Garrel : Le père de Mathieu
- Yvette Étiévant : La mère de Mathieu
- Jacques Kébadian : Paul
- Valérie Dréville : Josette
- Aurélien Recoing : Le comédien
- Pierre Romans : Le metteur en scène de théâtre
- Charlotte Clamens : L'amie de Jeanne
- Laurent Wennig : L'amant